# Калабалин, Антон Семёнович
Калабалин Антон Семёнович (31 октября 1939, с. Авдотьино — 15 февраля 2013, Москва) — руководитель Педагогического музея А. С. Макаренко (в Москве), член-корреспондент Академии педагогических и социальных наук (с 1997 г.), член президиума Международной макаренковской ассоциации, член общественного совета Главного управления исполнения и наказания ФСИН РФ.

## Биография
Антон Калабалин родился 31 октября 1939 г. в с. Авдотьино Ступинского района Московской области в семье воспитанников и продолжателей дела А. С. Макаренко Семёна Афанасьевича и Галины Константиновны Калабалиных. В школьные годы всегда жил вместе с воспитанниками детского дома, который в соответствующее время возглавлял один из родителей (в период ВОВ эту ношу несла Галина Константиновна). Чтобы не обидеть кого-нибудь из воспитанников детдома, до выпуска из школы называл родителей только по имени и отчеству… В школьные и студенческие годы большое внимание уделял физической культуре, выполнил нормативы мастера спорта по тяжёлой атлетике и по борьбе.
С 19 лет трудился пионервожатым. В 1963 г. окончил Коломенский педагогический институт по специальности: «Физика и основы производства» и получил квалификацию «учитель физики 5-11 классов». Некоторое время работал преподавателем физики, завучем производственного обучения. После службы в армии назначен заместителем директора по воспитательной работе в школе подмосковного Хотьково, директором Калининградской (ныне г. Королёва) школы № 15, директором училища в том же городе, директором детского дома в г. Лобне, методистом, заместителем генерального директора по научной и экспериментальной работе, заместителем директора по правовому воспитанию.
Калининградская (ныне Королёвская) школа № 15 была новой.

Школу организовали по принципу: мне отдают всех молодых учителей, которые не сработались со своими школьными директорами и собирают со всего города всё, что плохо стоит и плохо ходит. Школа организовалась на базе восьмых и девятых классов, в которых почти девяносто процентов — мальчики.

Калабалин решает построить обучение на основе производительного труда (в ту пору довольно рискованный выбор). В этой обстановке молодому руководителю школы очень помогло знакомство с Валентином Фёдоровичем Кармановым, на ту пору директором завода «Чайка» в Москве, объединявшего в Москве все школы производственного обучения.
Вместе, всем коллективом, в школе построили три направления производства: швейное, производство двигателей для ряда ведущих заводов страны и детской мебели (в городе был домостроительный комбинат, чем и воспользовались как производственной базой). При этом молодой директор запретил всем учителям ставить отметки, зато сразу развернул самодеятельность, занятия физкультурой, появились ансамбли… 
В дополнение к труду городскому создали базу труда и отдыха в совхозе «Заокский» Серпуховского района, где проводили время с мая по октябрь. Через полгода, уже преисполнившись собственного сознания трудового человека, ребята начали проявлять интерес и к учёбе. Этому способствовало и то, что «технарей» и «гуманитариев» (по природным способностям) развели по разным классам и больше занимались теми предметами, к которым человек наиболее способен. А вскоре в школе сложилась такая атмосфера взаимного уважения и требовательности, что существенно улучшились и чисто учебные показатели. Большинство учащихся смогло успешно окончить среднюю школу..
Через несколько лет Антону Семёновичу Калабалину предложили возглавить Калининградское Профессиональное училище № 72, в котором на то время сложилась сложная воспитательная и учебная обстановка… И здесь молодого директора не подвела опора на подлинное уважение к учащимся, в том числе средствами производительного труда.
С 2004 г. Антон Семёнович — руководитель Педагогического музея А. С. Макаренко (структурное подразделение Центра внешкольной работы им. А. С. Макаренко, г. Москва).
А. С. Калабалиным разработана программа «Педагогическое мастерство учителя», он вёл большую просветительскую деятельность в вопросах обучения и воспитания детей. Участвовал в тематических конференциях, Международном конкурсе образовательных учреждений им. А. С. Макаренко и Макаренковских чтениях, участвовал в подготовке и обнародовании ряда педагогических трудов своих родителей С. А. и Г. К. Калабалиных.
Похоронен вместе с родителями на кладбище г. Егорьевска Московской области.

## Награды и звания
За заслуги в области воспитания подрастающего поколения и умелую пропаганду передового воспитательного и педагогического опыта Антон Семёнович Калабалин неоднократно награждался Почётными грамотами Министерства образования РФ, Департамента образования г. Москвы, Западного окружного управления образования.
Он награждён следующими наградами:
- Медаль «В память 850-летия Москвы»
- Медаль «Ветеран труда»
- Медаль Макаренко (УССР),
- Медаль Макаренко «За педагогическую доблесть» (Россия)
- Медаль «За вклад в развитие уголовно-исполнительной системы России».

## Известные высказывания
…многие привычные слова стёрлись от частого употребления и утратили первоначальный смысл. Школьное самоуправление? Да не бывает такого: не отдам же я детям свою печать, планирование… Соуправление — это я понимаю.
Школьный коллектив? Зачастую и это выдумка. …
Коллектив создаётся под общее дело, это временное объединение под конкретную задачу. Нет её — нет и коллектива.

«Педагогика — не профессия, а состояние». (там же).

## Память
- 80-летию А.С. Калабалина как педагога и воспитателя посвящена Всероссийская конференция "Вырастить в человеке Человека. Воспитание - ресурс национальной безопасности", прошедшая 2.10.2019 в Общественной палате Российской федерации.